# Sidney Franklin
Sidney Arnold Franklin (San Francisco, Califòrnia, 21 de març de 1893 − Santa Monica, Califòrnia, 18 de maig de 1972) va ser un director, productor, guionista i actor estatunidenc.

## Biografia
El seu germà, Chester Mortimer Franklin (1890 – 1954), també va ser director, i va treballar en l'època del cinema mut. Va començar la seva carrera cinematogràfica el 1911 per a Selig, dos anys després va ser contractat per Bosworth i Majestic. Va guanyar cert prestigi diligint Smilin' Through (1922), i a partir d'aleshores va dirigir a moltes de les estrelles del moment, com Norma Talmadge, Mary Pickford i Greta Garbo. Va ser contractat per la MGM el 1926 i s'hi va mantenir fins al 1958, moment de la seva retirada. Sidney Franklin va morir el 1972 a causa d'un atac cardíac. Va ser enterrat al Cementiri Hollywood Forever, de Los Angeles.
Per la seva dedicació al cinema, va rebre una estrella en el Passeig de la Fama de Hollywood, en el 6.566 del Hollywood Boulevard.

## Filmografia[3]

### Director
| - 1915: The Baby - 1915: The Rivals (codirigida per Chester M. Franklin) - 1915: Little Dick's First Case - 1915: Her Filmland Hero - 1915: Dirty Fan Dan - 1915: Pirates Bold - 1915: The Ashcan, or Little Dick's First Adventure - 1915: The Kid Magicians - 1915: A Ten-Cent Adventure - 1915: The Runaways - 1915: The Straw Man - 1915: The Little Cupids - 1915: The Doll House Mystery - 1916: Let Katie Do It - 1916: Martha's Vindication - 1916: The Children in the House - 1916: Going Straight - 1916: The Little School Ma'am - 1916: Gretchen the Greenhorn - 1916: A Sister of Six - 1917: Jack and the Beanstalk - 1917: Aladdin and the Wonderful Lamp - 1917: The Babes in the Woods - 1918: L'illa del tresor (Treasure Island) - 1918: Six Shooter Andy - 1918: The Bride of Fear - 1918: Confession - 1918: The Safety Curtain - 1918: Her Only Way - 1918: The Forbidden City - 1918: Fan Fan - 1918: Ali Baba and the Forty Thieves - 1919: The Heart of Wetona - 1919: The Probation Wife | - 1919: The Hoodlum - 1919: The Heart o' the Hills - 1920: Two Weeks - 1920: Unseen Forces - 1921: Not Guilty - 1921: Courage - 1922: Smilin' Through - 1922: The Primitive Lover - 1922: East Is West - 1923: Brass - 1923: Dulcy - 1923: Tiger Rose - 1924: Her Night of Romance - 1925: Learning to Love - 1925: Her Sister from Paris - 1926: Beverly of Graustark - 1926: The Duchess of Buffalo - 1927: Quality Street - 1928: The Actress - 1929: Wild Orchids) - 1929: The Last of Mrs. Cheyney - 1929: Devil-May-Care - 1930: The Lady of Scandal - 1930: A Lady's Morals - 1931: The Guardsman - 1931: Privates Lives - 1932: Smilin' Through - 1933: Reunion in Vienna - 1934: The Barretts of Wimpole Street, 1a versió - 1935: The Dark Angel - 1937: The Good Earth - 1946: Duel in the Sun - 1957: The Barretts of Wimpole street, 2a versió |

### Productor
- 1920: Unseen Forces
- 1939: On Borrowed Time
- 1939: Ninotchka, d'Ernst Lubitsch
- 1940: Waterloo Bridge, de Mervyn LeRoy
- 1942: Mrs. Miniver, de William Wyler
- 1942: Random Harvest, de Mervyn LeRoy
- 1943: Madame Curie, de Mervyn LeRoy
- 1944: The White Cliffs of Dover, de Clarence Brown
- 1946: The Yearling, de Clarence Brown
- 1948: Homecoming, de Mervyn LeRoy
- 1948: Command Decision, de Sam Wood
- 1950: The Miniver Story, de H. C. Potter
- 1952: Fearless Fagan, de Stanley Donen
- 1952: Sky Full of Moon
- 1953: The Story of Three Loves de Gottfried Reinhardt i Vincente Minnelli
- 1953: Gypsy Colt
- 1953: La reina verge (Young Bess), de George Sidney
- 1953: Torch Song, de Charles Walters

### Guionista
- 1918: The Bride of Fear
- 1918: Confession
- 1922: Smilin' Through, ell mateix

### Actor
- 1913: The Hoyden's Awakening
- 1919: A Rogue's Romance: Burgomaster
- 1919: The Man in the Moonlight: Pierre Delorme
- 1920: Down Home: Cash Bailey
- 1920: The Blue Moon: Louie Solomon
- 1924: The Red Lily, de Fred Niblo: Mr. Charpied
- 1925: Ben-Hur: A Tale of the Christ, de Fred Niblo: figurant

## Premis i nominacions[calcitació]
Premis
- 1943: Premi Irving G. Thalberg

Nominacions
- 1938: Oscar al millor director per The Good Earth